# Marseille-Provence 2013

Logo de la Capitale européenne de la Culture.

Marseille-Provence 2013 (ou MP2013) est une série d'évènements culturels se déroulant à Marseille et dans le département des Bouches-du-Rhône en 2013 à l'occasion du titre de Capitale européenne de la culture.
Au total, on compte près de 900 évènements organisés qui ont réuni 10 millions de visites. Si l'on ajoute le Pavillon M, on compte au total 11 millions de visites.

## Histoire et organisation

### Candidature
La Ville de Marseille se porte candidate à l'organisation de la Capitale européenne de la culture 2013 le 29 mars 2004. Une association « Marseille-Provence 2013 » est créée en décembre 2006 afin de porter cette candidature dont le projet est déposé en novembre 2007. 
En décembre 2007, un jury pré-sélectionne le dossier constitué par Marseille ainsi que ceux de Bordeaux, Lyon et Toulouse. Après une visite et une présentation devant un jury européen, le projet Marseille-Provence est désigné le 16 septembre 2008.

### Association «Marseille-Provence 2013»
L'organisation de la capitale est confiée à une association loi de 1901 « Marseille-Provence 2013 » regroupant les collectivités et les partenaires privés. Celle-ci est dirigée par Bernard Latarjet de 2006 à 2010 puis par Jean-François Chougnet. Bernard Latarjet reste cependant « conseiller spécial » du président de MP2013.
Le conseil d'administration de l'association est présidée par Jacques Pfister, président de la Chambre de commerce et d'industrie Marseille-Provence.

### Budget et financement
Le financement, de 91 millions d'euros, est assuré à 84 % par des financements publics (Union européenne, collectivités), le reste provenant d'entreprises privées ou publiques. Le budget consolidé de l'association s'est finalement élevé à 101 millions d'euros (en incluant le billetterie et les ressources propres).
À l'été 2013, le budget de l'association « Marseille-Provence 2013 » accuse un risque de déficit de 3 millions d'euros. Finalement, les comptes finaux de l'association font apparaître un excédent de 0,46 million d'euros au titre de 2013.
La Chambre régionale des comptes Provence Alpes Côte d'Azur a analysé la gestion de l'association. Après un examen approfondi révélé fin mai 2015 par le quotidien La Provence, mis à part des observations sur certains marchés publics et les frais de mission, elle regrette surtout l'absence de poursuite institutionnelle à la capitale européenne de la culture. 
Rédigé en juillet 2014, le rapport s’inquiète surtout de l’absence de perspectives de cet événement. « L’absence  de  structure  pour  donner  une continuité  à  l’année  capitale,  plus  d’un an  après  sa clôture,  fait  craindre  une  retombée  de  l’impulsion donnée », souligne la Chambre. La première Biennale internationale  des  arts  du  cirque,  qui  s’est  tenue début  2015, et le GR2013 semblent  pour  l’instant  les  seuls  projets collectifs survivant de cette aventure culturelle métropolitaine, hormis les infrastructures majeures (MuCEM, Friche la belle de mai, musée d'histoire, Palais longchamp). La réouverture du J1 envisagée par le Grand port maritime de Marseille est également attendue.

## Territoire

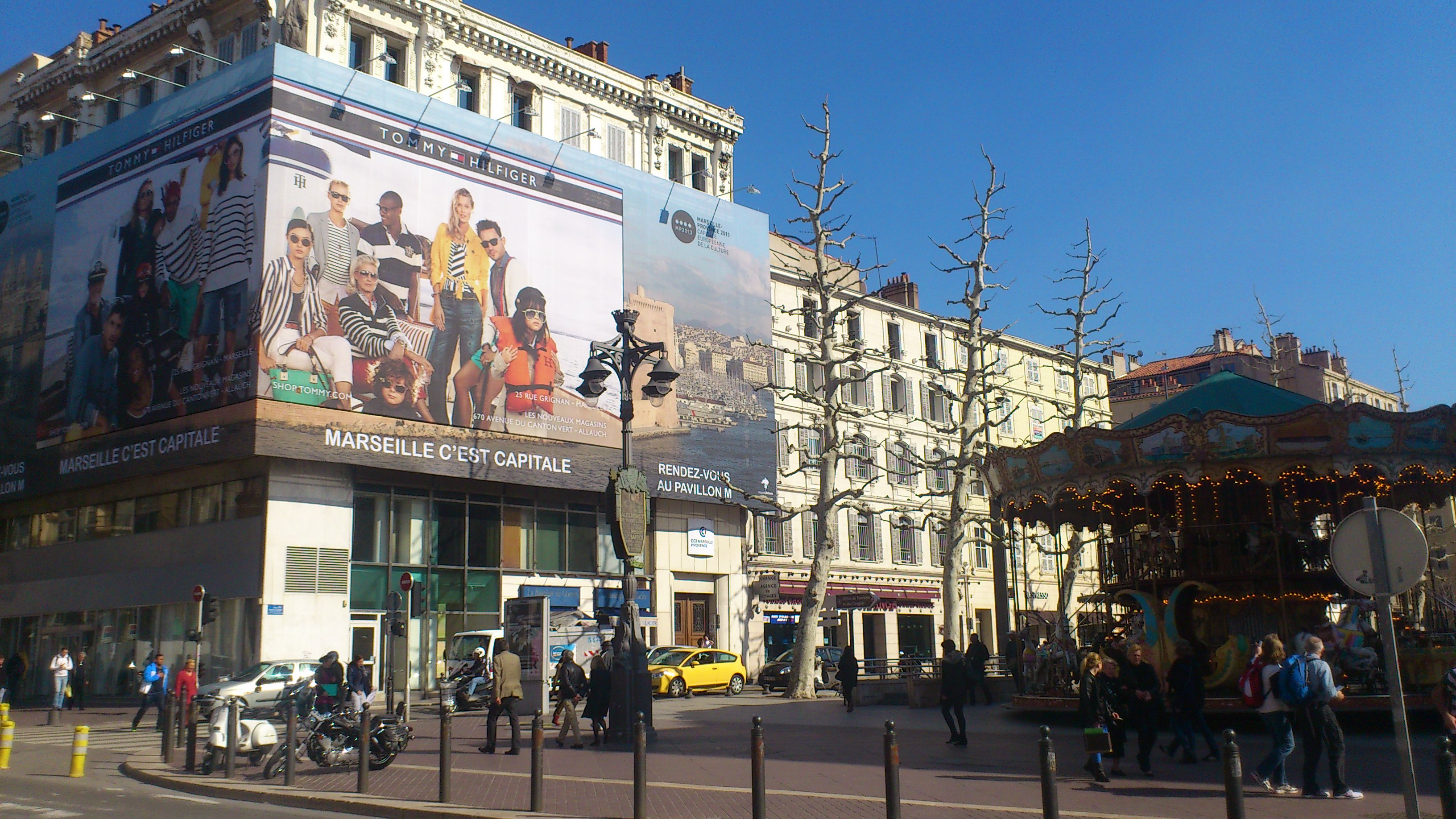
Publicité pour Marseille-Provence 2013 sur un immeuble de la Canebière.

Le territoire de la Capitale européenne de la culture couvre 97 communes autour de Marseille. Il s'agit principalement des territoires des intercommunalités de :
- Marseille Provence Métropole
- Pays d'Aix
- Agglopole Provence
- Pays d'Aubagne
- Arles
- Pays de Martigues

Ainsi que les communes de Gardanne, Istres et Salon-de-Provence.
La communauté d'agglomération de Toulon s'est retirée du projet en 2011. Maryse Joissains, présidente de la Communauté du Pays d'Aix, a également menacé de retirer sa participation en raison de l'implantation du siège de l'Université d'Aix-Marseille à Marseille plutôt qu'à Aix-en-Provence, mais a finalement décidé de maintenir sa participation.
Les villes de Nîmes et Bastia font aussi partie de la programmation, elles sont les deux seules villes invitées.

## Manifestations culturelles

### Grands évènements

#### Week-end d'ouverture

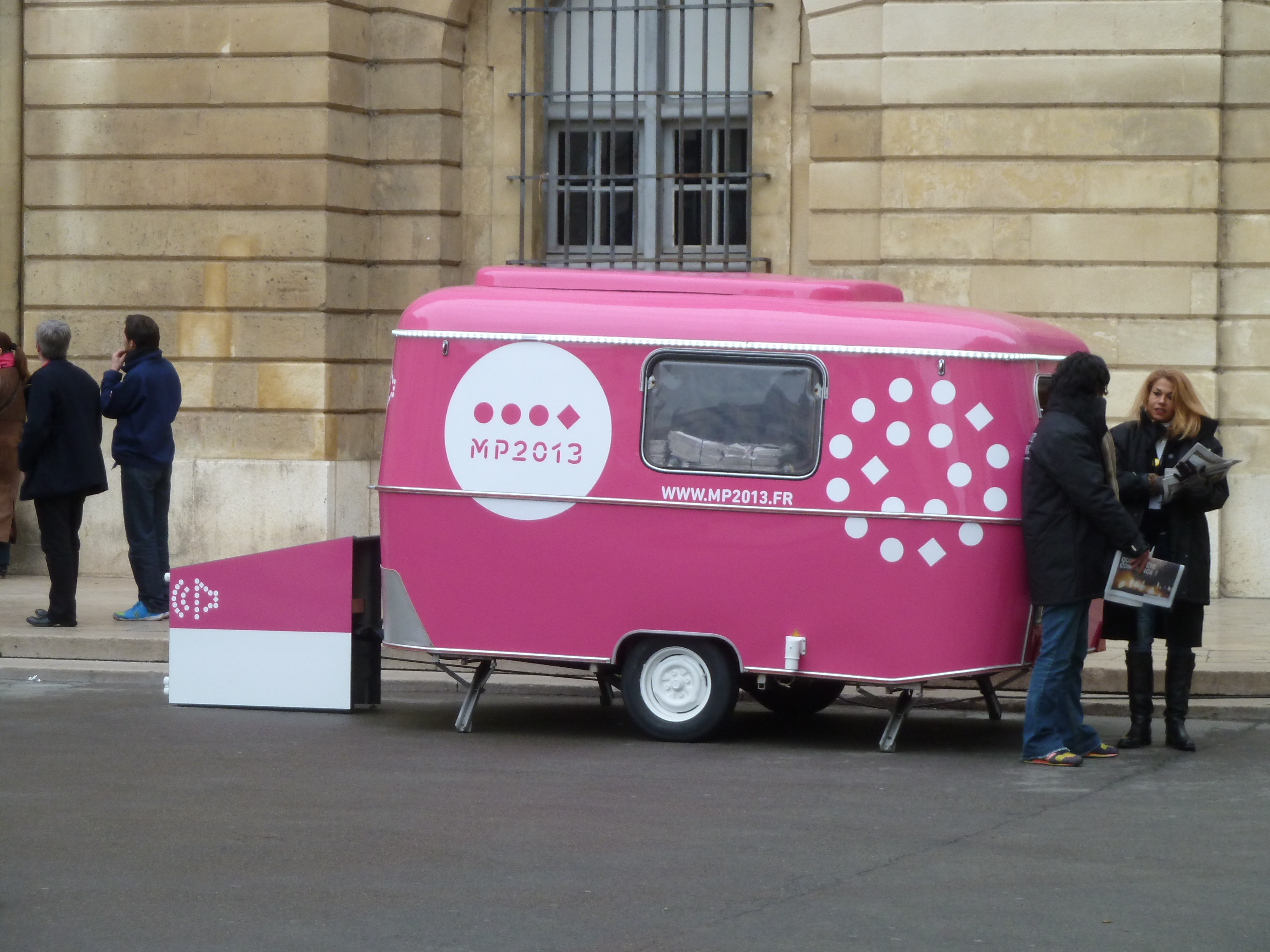
Point information à Arles
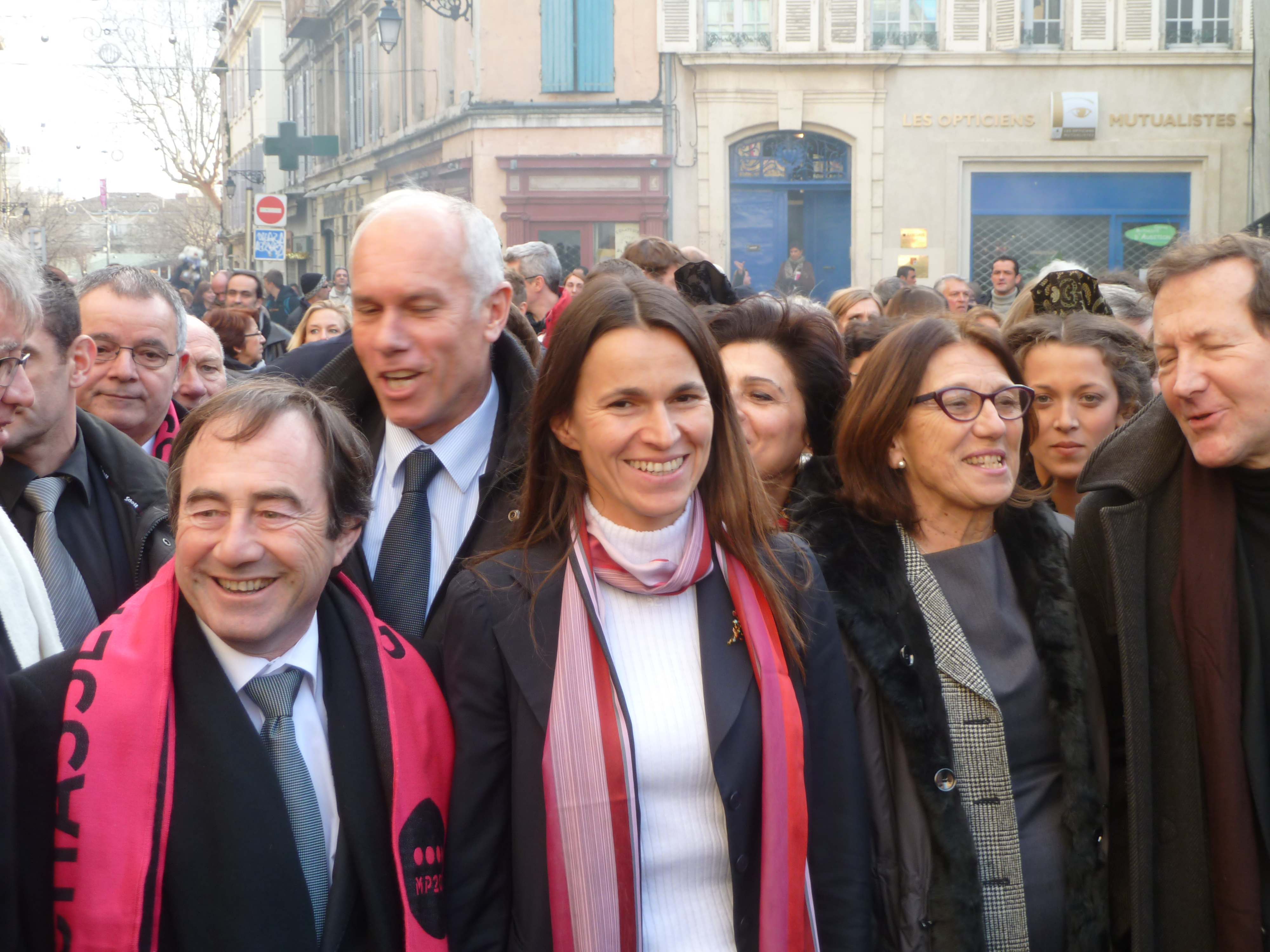
La ministre de la Culture Aurélie Filippetti à Arles
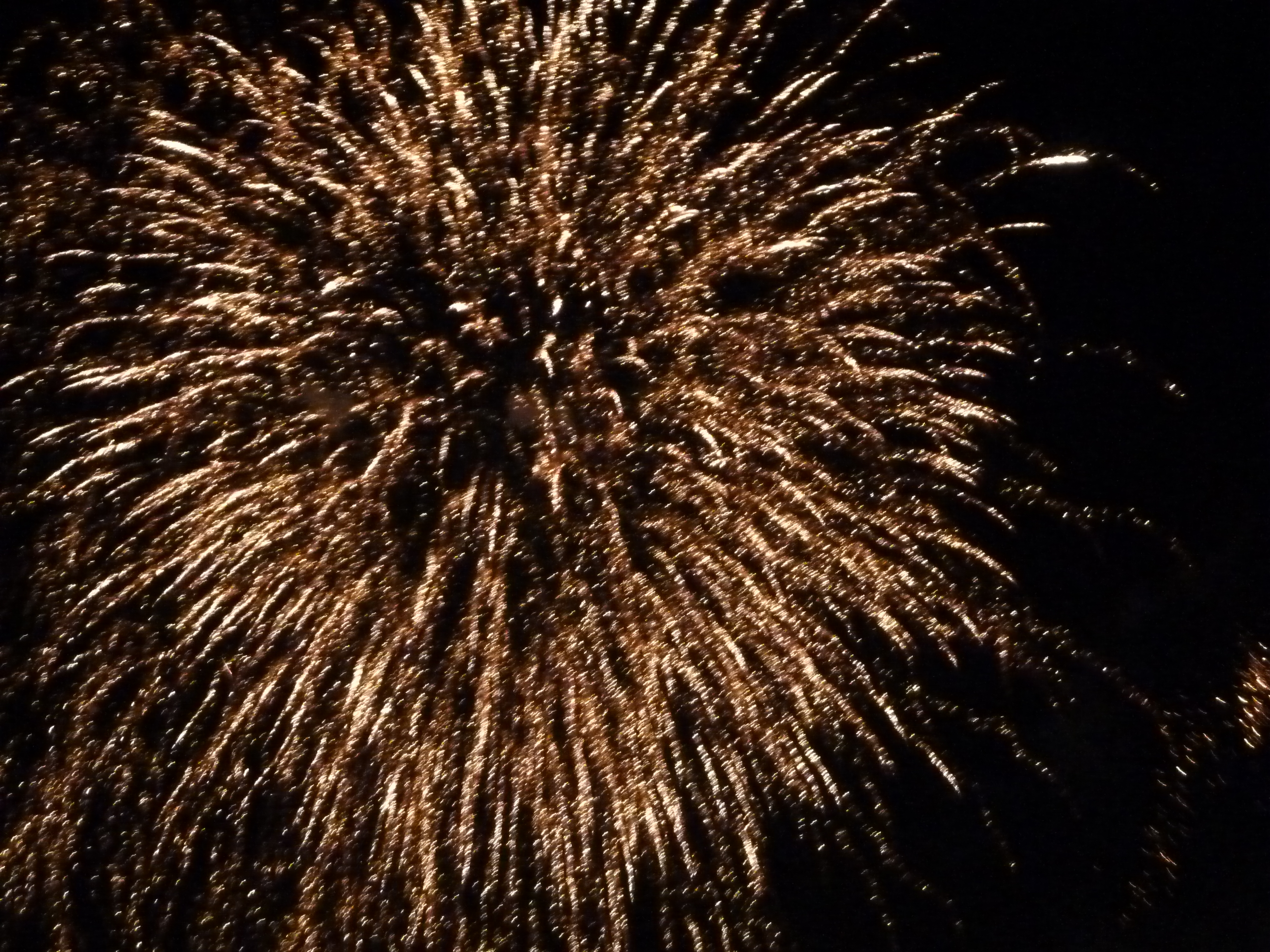
Spectacle pyrotechnique « Révélations » du Groupe F à Arles

Le week-end d'ouverture a eu lieu les 12 et 13 janvier 2013 à , Marseille, Aix-en-Provence  et Arles en présence de Jean-Marc Ayrault, Premier ministre, José Manuel Barroso, président de la Commission européenne, et Aurélie Filippetti, ministre de la Culture.
Dans la journée du 12 janvier 2013, l'« Art à l'endroit », un parcours d'art contemporain, est organisé dans la ville d'Aix-en-Provence. À Marseille, une « grande clameur », avec un feu d'artifice, des spectacles d'eau et des manifestations artistiques, a lieu dans le centre-ville piétonisé pour l'occasion. On compte près de 400 000 personnes dans les rues. Enfin, à Arles le 13 janvier, le spectacle « Révélations » est produit sur les berges du Rhône et dans tout le département, une « Chasse au 13'or » est organisé autour du « patrimoine humain et artistique ».
Les organisateurs dénombrent en tout 600 000 participants aux festivités du week-end d'ouverture.

#### Entre flammes et flots
En mai 2013, à l'occasion du lancement de « La folle histoire des arts de la rue », un spectacle organisé sur le Vieux-Port de Marseille a réuni 400 000 personnes autour d'un « arbre incandescent aux branches rétractables », de « funambules en tiges de fer » et d'une « fontaine de flammes ».

#### Festival des arts éphémères
De mai 2013 à juin 2013, à l'occasion de la cinquième édition du Festival des arts éphémères, le public est invité à découvrir l'art contemporain au travers ds spectacles de danse, de musique et des œuvres éphémères dissimilées à ciel ouvert dans le parc de la Maison Blanche.

#### TransHumance
En juin 2013, « TransHumance », un défilé de 3 000 moutons, 200 cavaliers, 100 chevaux de Camargue et des attelages traditionnels, qui a été l'un des évènements-phare, est organisée par le théâtre du Centaure et arrive à Marseille le dimanche 9 juin. 3 000 moutons, 200 cavaliers, 100 chevaux de Camargue, ainsi que des attelages traditionnels traversent la ville et défilent dans les rues, en passant par le Vieux-Port. L’événement attire au total 300 000 spectateurs et suscite un grand enthousiasme.

#### Cérémonie de clôture
Le 31 décembre 2013, une grande fête de clôture est organisée par le Groupe F et Crystal Group, sur le Vieux-Port de Marseille, avec des feux d'artifice et des jeux d'eau.

### Grandes expositions

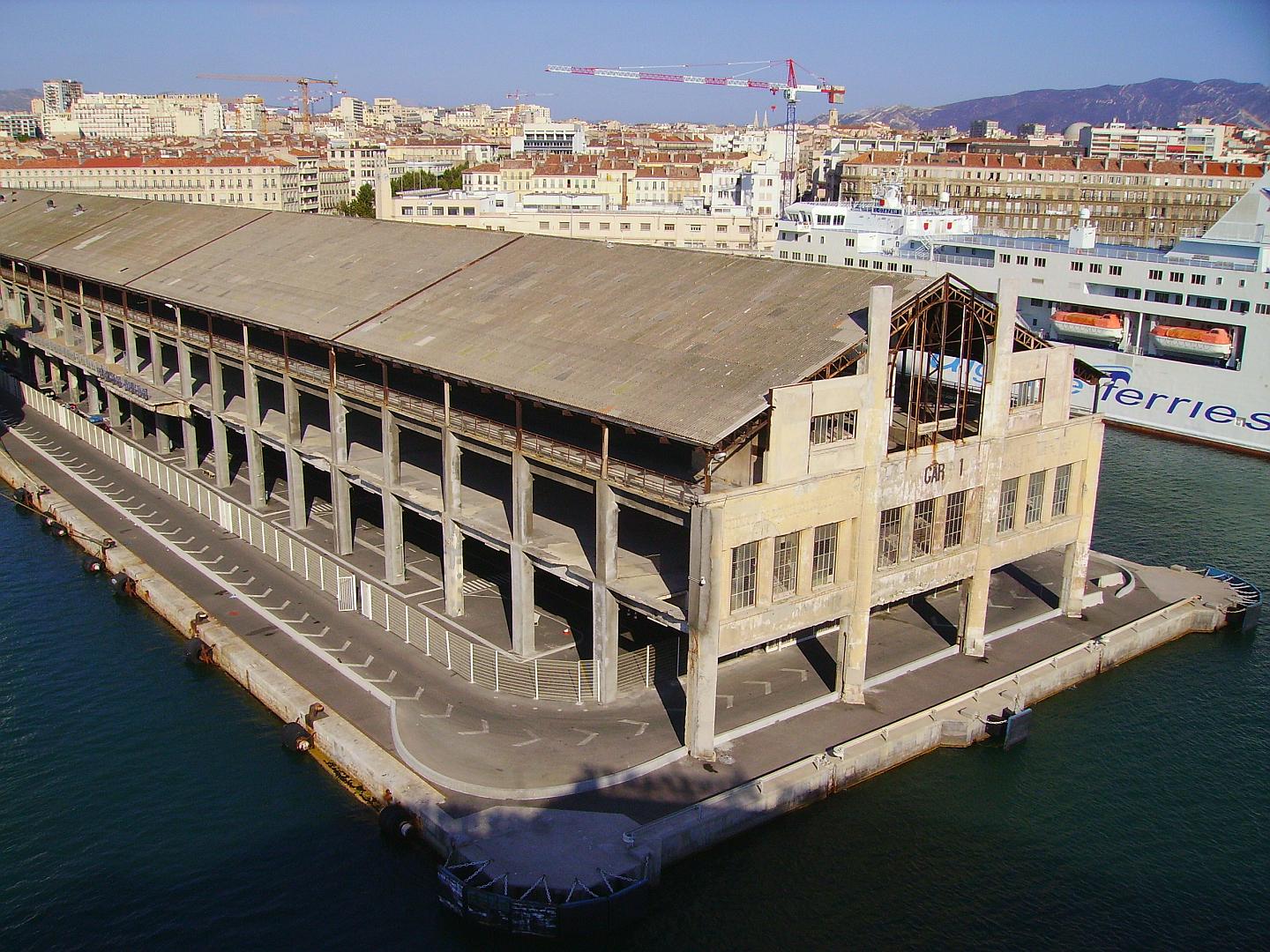
Le hangar J1 vu depuis un navire entrant au port.

Deux grandes expositions sont organisées dans le hangar J1 à Marseille, rénové pour l'occasion :
- du 12 janvier au 26 mai 2013, « Méditerranées. Des grandes cités d'hier aux hommes d'aujourd'hui »[27]
- du 11 octobre au 22 décembre 2013, « Le Corbusier »

Finalement, le J1 a attiré 297 000 visiteurs. 
Pendant les mois d'été, l'exposition « Le Grand Atelier du Midi », organisé en deux lieux, au musée des Beaux-Arts de Marseille et au musée Granet d'Aix-en-Provence, réunit des toiles de Paul Cézanne, Vincent van Gogh ou Pierre Bonnard. Elle génère 460 000 entrées.
Durant l'été 2013, le Centre Pompidou a installé une annexe mobile à Aubagne.

### GR 2013
Un sentier de grande randonnée dénommé « GR 2013 » parcourt le territoire de la capitale européenne sur 360 km en forme de boucle de Arles à la Ciotat en passant par l'Étang de Berre et le Massif de l'Étoile à travers des paysages non seulement naturels mais également périurbains. 
Selon le concepteur du projet, « le GR2013 a vocation à accueillir les œuvres et les événements qui pourront y bourgeonner » mais « est par ailleurs en lui-même un projet artistique ».
Le sentier  a été  inauguré en mars 2013 par un passage le main en main d'un relais GPS qui en dévoilera le tracé.

### Quartiers créatifs
Le programme des « quartiers créatifs » démarré en 2011 vise à installer des artistes dans des quartiers en rénovation urbaine en lien avec les habitants de ces quartiers en partenariat avec les structures de la politique de la ville. L'objectif affiché par ses promoteurs serait de « ne pas construire une capitale à deux vitesses » en associant aux manifestations artistiques des quartiers populaires dont les habitants sont généralement à l'écart des structures culturelles. 
Ce projet est toutefois critiqué, notamment parce que ses résultats seraient peu visibles malgré les sommes significatives investies mais également pour leur caractère ponctuel ne générant aucune dynamique culturelle durable.
Des associations d'habitants ont ainsi dénoncé « une vitrine culturelle à des projets [de rénovation urbaine] rejetés sur de nombreux aspects par les habitants et sources de conflits » et se sont notamment élevées contre le fait que les sommes allouées pour ces projets soient autrement indisponibles aux associations déjà présentes dans les quartiers concernés.
Parmi les autres arguments invoqués par les opposants aux « quartiers créatifs » figure le fait que les projets culturels mis en œuvre sous l'égide de MP2013 seraient, pour la plupart, apportés de l'extérieur en lieu et place d'être co-construits avec les habitants et les divers acteurs présents sur chaque territoires investi par les artistes diligentés par MP2013.

### Le «Off»
Pour la première fois dans l'histoire de la Capitale européenne de la culture, un festival « Off » voit le jour. Il est porté par l'association M2K13, fondée en 2009 par Éric Pringels, Antonin Doussot et Martin Carrese. Ceux-ci ont anticipé l'événement officiel en déposant le 9 février 2004 le nom de domaine « marseille2013.com » ainsi que la marque commerciale « Marseille 2013 » le 19 mars 2004, soit quelques mois avant la déclaration officielle de candidature de la ville. L'initiative a d'abord été une plateforme d'appel à projets pour faire émerger des projets nouveaux et permettre aux artistes du territoire de se faire connaître. Plus de 150 propositions ont été déposées sur le site internet Marseille2013. 
En 2009, face au refus de Marseille-Provence 2013 de travailler avec eux, Marseille 2013 décide alors de monter une programmation alternative en créant un off. En fait, les deux entités collaboreront à partir de 2011, notamment en réalisant le projet Yes We Camp.
En 2011, près de 10 manifestations sont organisés, ce qui permet de toucher 15  000 personnes. En 2012, Marseille 2013 participe ou organise plus de 20 événements et touche près de 30 000 personnes.[réf. nécessaire] La programmation du « Off » en 2013 prévoit un projet cadre par mois, le tout organisé autour de quatre axes de programmation basé sur les paradoxes de la ville : 
- « Poubelle la Ville : Marseille est belle, Marseille est laide » ;
- « Mytho City : Marseille se transforme, Marseille se la raconte (grave) » ;
- « Merguez Capitale : Marseille cosmopolite, Marseille est un village » ;
- « Kalashnik'Off : Marseille est inégalitaire, Marseille est solidaire ».

Pour réaliser sa programmation, le « Off » a levé 450 000 euros de fonds, dont 65 % provenant du privé, notamment de la Banque populaire provençale et corse. À la suite des démarchages effectués par les membres de l'équipe du « Off », cet organisme bancaire a consenti à débloquer des financements, trouvant ainsi une occasion intéressante en termes de communication et de visibilité sur un créneau dit « alternatif ».[réf. nécessaire]
Le « Off » a ouvert la veille du « In », le 11 janvier 2013, par un banquet public réunissant ses parrains. 
Face à ce qui est perçu comme une institutionnalisation du « Off », un « Alter Off » est créé par l'association Art 13 qui se veut « ouvert à toutes les manifestations et projets artistiques, d’artistes et de structures, sans sujet imposé ».
Face au succès populaire rencontré par l'ensemble des manifestations du « Off » (150 000 personnes, 700 bénévoles, plus de 800 articles de presse, budget équilibré), l'association a déposé en avril 2013 le nom de domaine Marseille3013.com. En septembre 2013, l'association a présenté ses nouveaux axes de programmation qui revisitent la ville, avec, comme objectif, de créer une programmation sur la période 2015-2016.[réf. nécessaire]

## Infrastructures
Des infrastructures culturelles sont construites ou rénovées dans le cadre de la Capitale européenne de la culture.

### Pavillon M

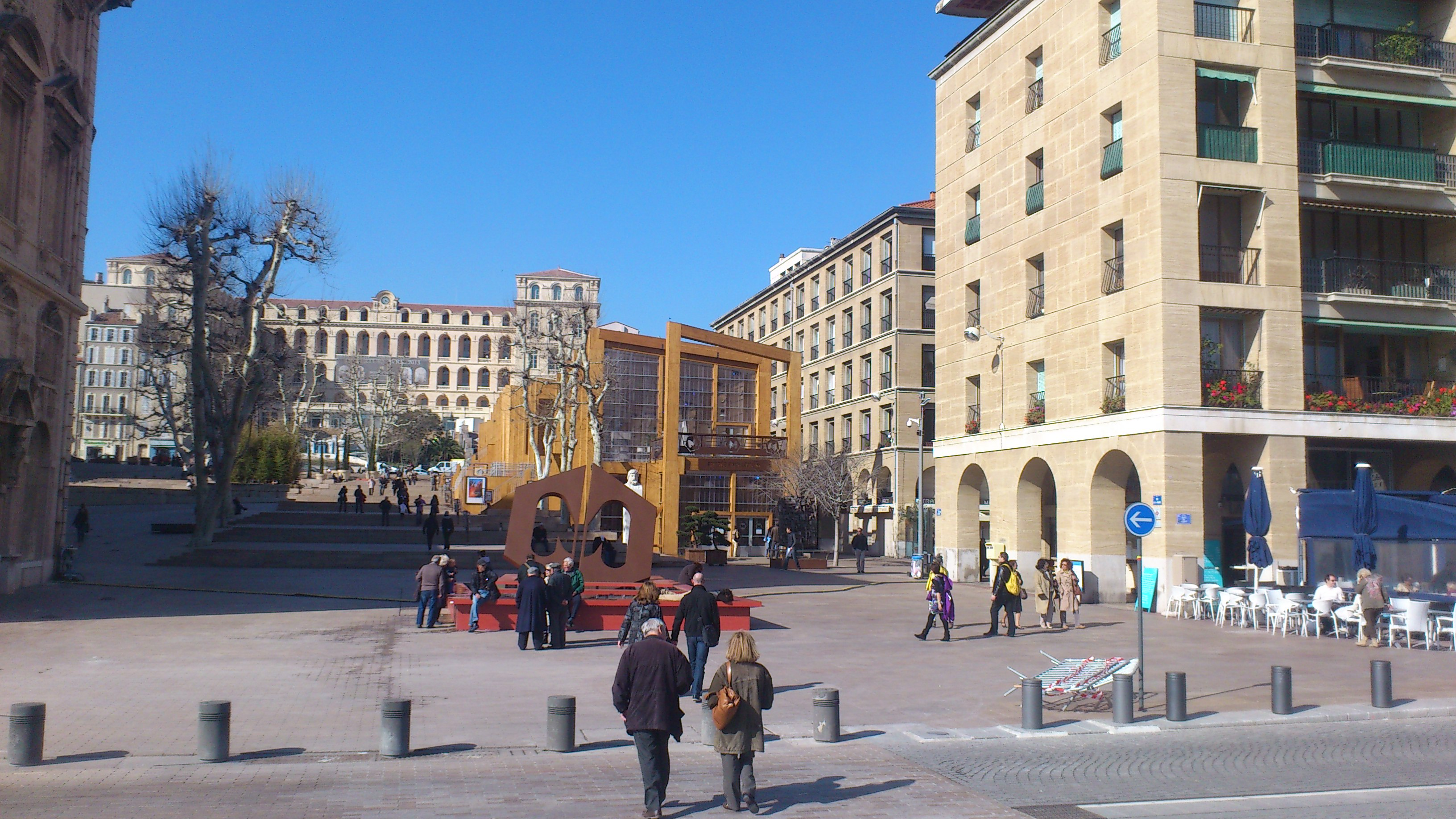
Le Pavillon M sur la place Villeneuve-Bargemon

Dans le but essentiel de servir de vitrine événementielle et de support de communication pour la ville de Marseille à l'occasion de l'année Marseille-Provence 2013, un bâtiment provisoire, le Pavillon M a été construit place Villeneuve-Bargemon, à côté de l'Hôtel de ville de Marseille.
D'un coût global de quelque 5 millions d'euros, ce bâtiment, qui ne figurait pas dans les projets initiaux de MP 2013, comprend 3 000 m2 aménagés dont 1 200 m2 de structure éphémère, a été démonté après le 31 décembre 2013.

### Nouveaux lieux culturels

#### Musée des civilisations de l'Europe et de la Méditerranée

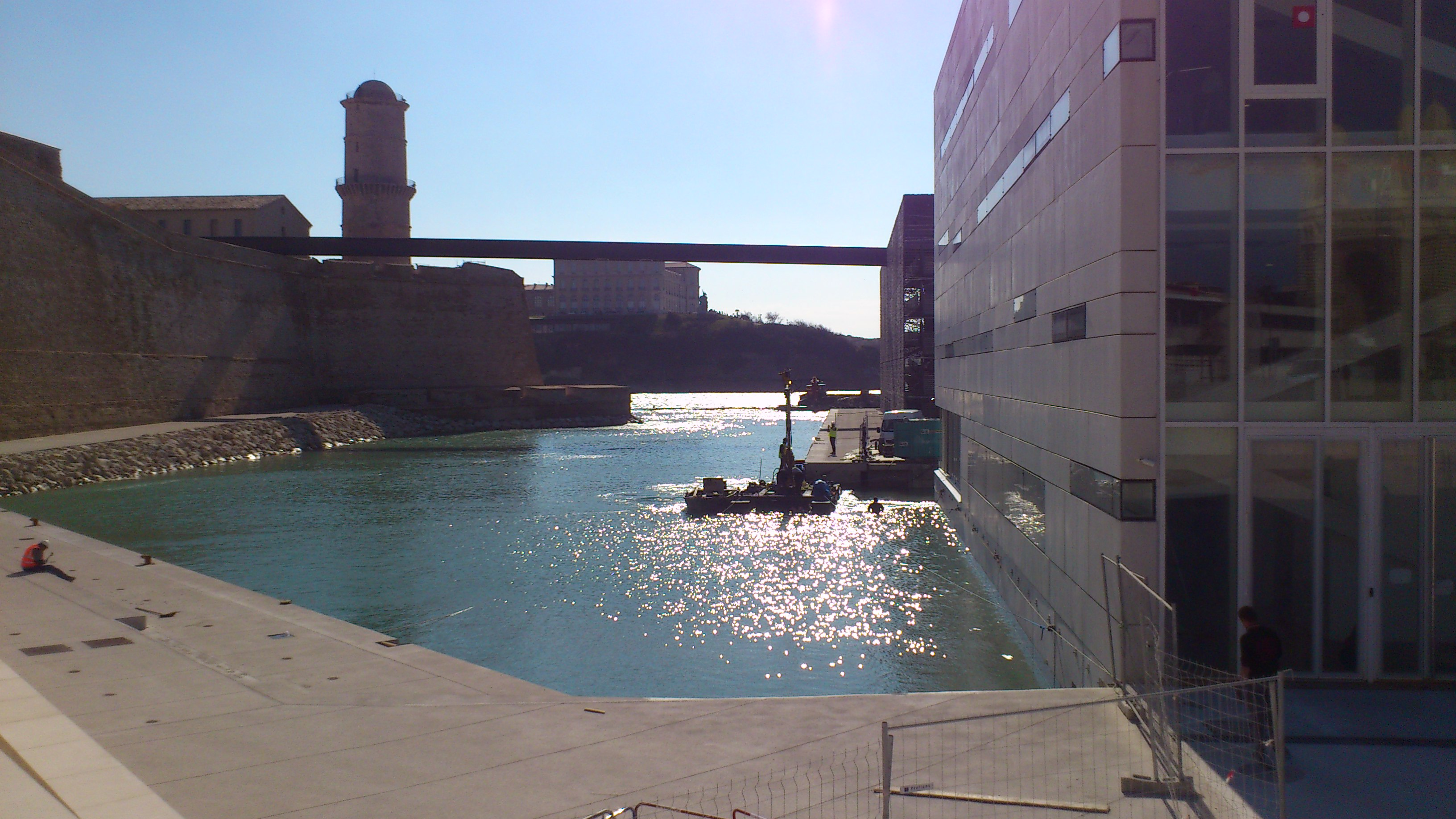
Le bassin du J4 et la passerelle.

Le musée des civilisations de l'Europe et de la Méditerranée (MuCEM) est le premier musée national ouvert par l'État en dehors de la région parisienne. Le musée est installé dans le Fort Saint-Jean et dans un nouveau bâtiment construit sur l'esplanade du J4 par l'architecte Rudy Ricciotti, les deux édifices étant relié par un pont au-dessus de l'eau. Le MuCEM recueille les collections du Musée national des arts et traditions populaires fermé en 2005 et est orienté vers les cultures méditerranéennes. Il ouvre le 7 juin 2013. Le MuCEM a reçu 1.920.210 visiteurs sur site entre le 6 juin 2013 et le 26 janvier 2014.
Entre le 7 juin 2013 et le 6 janvier 2014, date de fin des expositions Le Noir et le Bleu et Au bazar du genre, le MuCEM a accueilli dans l’ensemble de ses expositions 597 798 visiteurs.

#### Villa Méditerranée
Également située sur le J4, à proximité du MuCEM, la villa Méditerranée est un « centre international pour le dialogue et les échanges en Méditerranée » créé par le Conseil régional de Provence-Alpes-Côte d'Azur. Elle prend place dans un bâtiment en forme de L renversé au-dessus d'un bassin conçu par l'architecte Stefano Boeri et accueille des salles de travail et de réunion, des espaces d'exposition et un amphithéâtre.

#### J1
Bâti en 1923 par la société Eiffel, le J1 possède 22 000 m² de surface sur trois niveaux. Situé dans le port de Marseille au niveau de la place de la Joliette, le hangar J1 a été partiellement rénové par l'architecte Catherine Bonte ainsi que  Michael Muntéanu pour la rénovation extérieure, des pignons, des escaliers et des façades en verre : l'étage supérieur accueille deux grandes expositions à l'occasion de l'année 2013 alors que les étages inférieurs du bâtiment continuent pour leur part à accueillir des passagers des ferries qui viennent accoster de part et d'autre du J1.
Toutefois, le bâtiment est fermé pendant les mois d'été. Au-delà de l'année 2013, l'avenir du bâtiment, propriété du Grand port maritime de Marseille, est pour le moment incertain. Il fait l'objet d'un appel à projets concernant son avenir, sans qu'il soit précisé s'il continuera à être un lieu culturel.

### Musée Regards de Provence

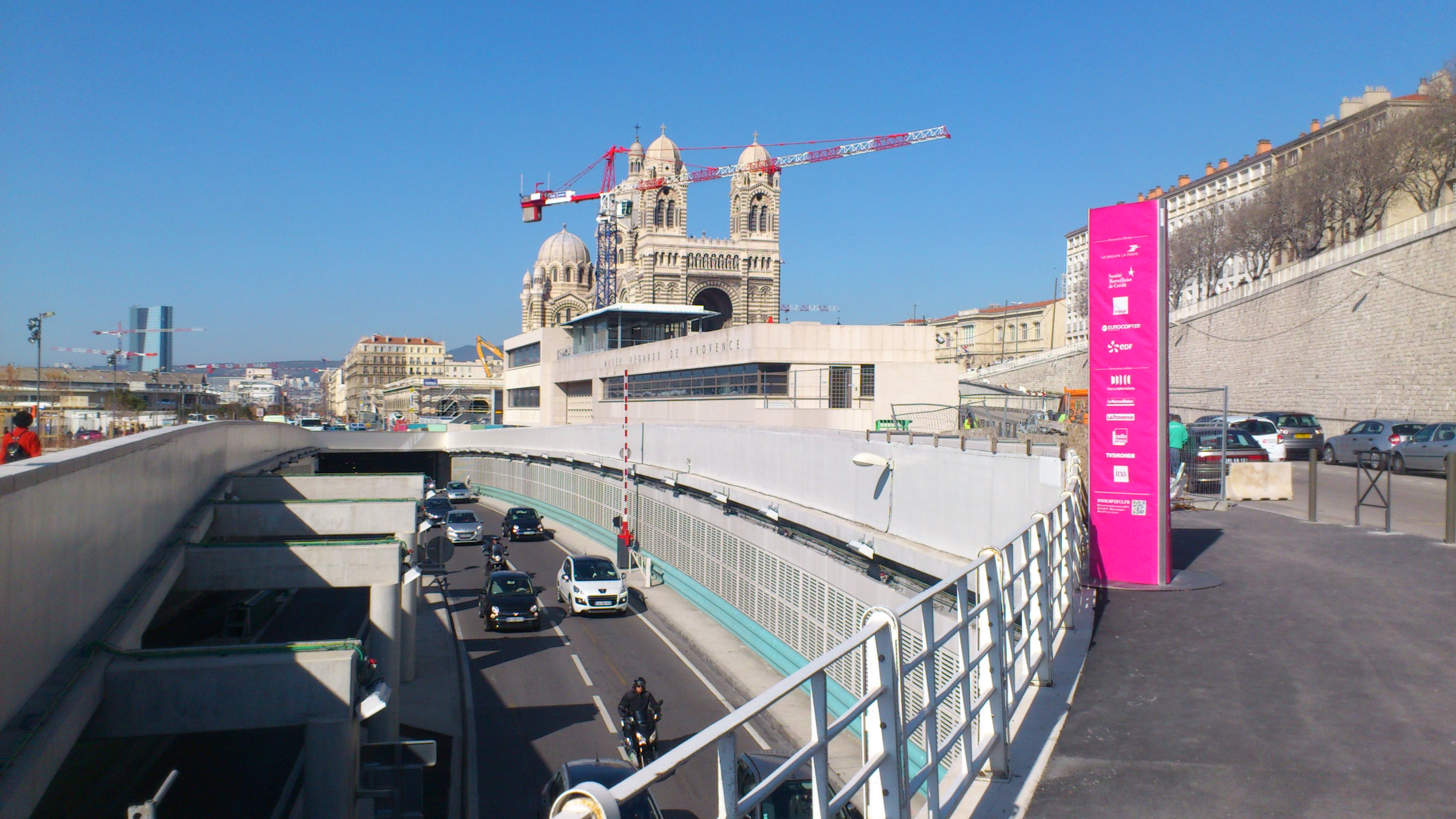
Musée Regards de Provence.

La Fondation Regards de Provence crée un musée dans l'ancienne station sanitaire du port de Marseille construite, entre autres,  par l'architecte Fernand Pouillon, au pied de la cathédrale de la Major. Le bâtiment, abandonné pendant une quarantaine d'années puis squatté, est rénové par Guy Daher. Il constitue le plus important investissement privé de Marseille-Provence 2013. Le musée a ouvert en février 2013.

#### Fonds régional d'art contemporain
Le Fonds régional d'art contemporain de la région Provence-Alpes-Côte d'Azur déménage dans un nouveau bâtiment conçu par l'architecte Kengo Kuma située à la Joliette.

### Friche Belle de Mai
La Friche Belle de Mai est agrandie à l'occasion de la Capitale européenne de la culture : la Tour Panorama, consacrée à l'art contemporain, est ouverte depuis janvier 2013.

#### Musée d'histoire de Marseille
Ouvert en 1983, le Musée d'histoire de Marseille est situé dans le quartier de Belsunce autour du jardin des Vestiges. Le musée est rénové à l'occasion de la Capitale européenne. Neuf épaves datant de l'Antiquité seront visibles dans le musée, en faisant le premier musée de marine antique du monde. Il est ouvert depuis septembre 2013.

#### Musée des arts décoratifs
Le Château Borély, bastide du XVIIIe siècle dans le sud de Marseille, est transformé en musée regroupant des collections aujourd'hui dispersées d'arts décoratifs de faïence et de mode. Il est ouvert depuis juin 2013.

#### Musée des Beaux arts
Après neuf ans de fermeture et deux années de travaux, l'institution installée dans le Palais Longchamp, a été totalement repensée. Une nouvelle muséographie et un nouvel éclairage, entre autres, permettent de découvrir les 2 000 tableaux, 300 sculptures et 3 000 dessins des collections permanentes. Des collections qui retracent 400 ans de l'histoire de l'art principalement méditerranéen avec des œuvres du Pérugin, Corot ou Courbet.

### Rénovation du Vieux-Port

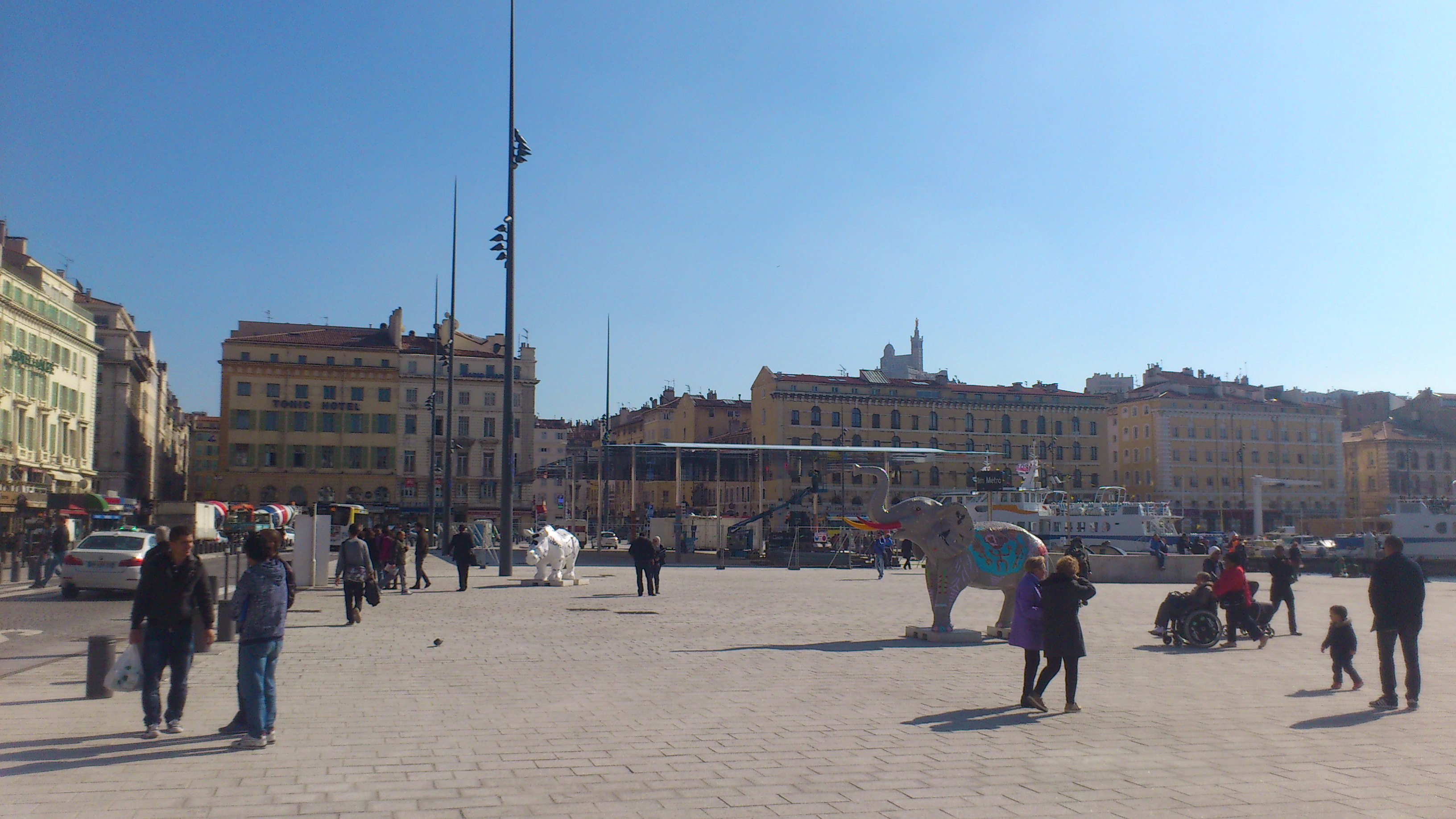
Le Vieux-Port rénové.

Outre les infrastructures directement liées à la Capitale européenne de la culture, la semi-piétonnisation du Vieux-Port est motivée par Marseille-Provence 2013.
Le Vieux-Port est ainsi réaménagé entre fin 2012 et début 2013. Une « ombrière » réalisée par Norman Foster est installée sur le quai des Belges.

## Répercussions
En 2013, Marseille est classée par le New York Times en tant que deuxième destination où voyager, derrière Rio de Janeiro. 
Le week-end inaugural des 12 et 13 janvier attire 600 000 personnes dont 400 000 pour la soirée du 12 sur le Vieux-Port de Marseille. Entre mi-janvier et mi-mars, le pavillon M reçoit 200 000 visiteurs. L'exposition « Ici, ailleurs » à la Friche la Belle-de-Mai accueille en tout près de 30 000 visiteurs  et le J1 atteint presque les 100 000 visiteurs entre janvier et mars.
Globalement, si jusqu'au mois de mars les hôteliers ne constatent pas d'affluence particulière, l'affluence touristique a été au rendez-vous, on estime que l'année Capitale a généré 10 millions de visiteurs, soit le chiffre attendu.

## Polémiques

### Exposition Albert Camus
Une exposition réalisée à partir du fond Albert Camus sous la direction de l'historien et sociologue spécialiste de l'Algérie Benjamin Stora était prévue à Aix-en-Provence. Toutefois, Benjamin Stora est écarté du projet, ce qui pousse le Ministère de la Culture à retirer son financement du projet. La direction de l'exposition est alors confiée à Michel Onfray, mais celui-ci renonce finalement. 
Le projet d'exposition est finalement retiré de la programmation et la ville d'Aix organise une exposition de moindre ampleur à la Cité du livre.

### Liens avec les habitants
L'organisation d'une importante manifestation culturelle dans une ville comme Marseille, généralement considérée comme souffrant d'importantes inégalités, pose la question de l'accès à la culture pour une partie des habitants. Le dispositif des « Quartiers créatifs » vise à répondre à cette interrogation, mais il est vivement critiqué par des associations d'habitants.
Dans une chanson, la rappeuse marseillaise Keny Arkana dénonce une « capitale de la rupture » devenue une « belle ville de la Côte d'Azur ».
Finalement, selon les travaux de la sociologue Sylvia Girel, certains « publics sont restés assez peu concernés » par l'année capitale car celle-ci est restée « éloignée de leur quotidien (dans les quartiers Nord notamment, sur les territoires ruraux, dans certaines villes) ». Elle note que la résistance à certains projets par les habitants est également une forme d'appropriation.

### Chanson officielle
En octobre 2012 les médias annoncent que Marseille-Provence 2013 aura une chanson officielle qui sera jouée lors des diverses manifestations tel un hymne. Il s'agit d' « Import, Export » de Gari Grèu. 
Le « Off » Marseille 2013 décide de choisir à son tour un hymne, la chanson Algarade 2013 du groupe aixois Mon Vier. L'association veut dénoncer ainsi la politique culturelle marseillaise depuis Gaston Defferre.

### Concert de David Guetta
Le 7 février 2013, le site d'information Marsactu révèle que la Ville de Marseille accorde 400 000 euros de subvention à un concert payant de David Guetta au Parc Borély. Cette information pousse des contribuables marseillais par une pétition à demander l'annulation de cette subvention. Alors qu'elle n'avait pas réagi dans un premier temps, l'opposition municipale s'empare de cette affaire devenue médiatisée et finit par dénoncer « un pur scandale […] alors que de nombreuses structures d'animation culturelle se voit refuser toute aide ». Le 15 mars 2013, David Guetta annonce dans un communiqué qu'il annule son concert au Parc Borély pour en tenir un autre non subventionné au Dôme.

### Absence du rap
Le rappeur Akhenaton, parmi d'autres, dénonce la quasi absence de rap dans la programmation alors que la ville de Marseille est renommée pour en abriter une large scène : en effet, la seule série de concerts de rap programmée met en scène des artistes venus d'ailleurs pour la plupart. Certains projets de rap ont été recalés car jugés trop chers, alors que le concert de David Guetta allait bénéficier d'une subvention de 400 000 euros, ce qui suscite l'indignation. En mai 2012 le Comité européen de surveillance et de conseil pour la capitale européenne faisait déjà état d'une « sur-représentation de la “culture haute” ».

### Concert de France Télévisions pour la Fête de la musique
Dans le cadre d'un partenariat entre Marseille-Provence 2013 et France Télévisions, un concert retransmit en direct à la télévision est prévu lors de la Fête de la musique en juin 2013. Des subventions de la communauté urbaine et de la Mairie de Marseille sont envisagées (232 000 euros pour la mairie, alors que lors des précédentes éditions, les mairies ne payaient pas directement pour l'évènement, mais seulement en aide logistique). L'information est reprise dans les médias après que des citoyens et certains élus ont critiqué les subventions.